# Arogenato deidrogenasi (NAD(P)+)
La arogenato deidrogenasi (NAD(P)+) è un enzima appartenente alla classe delle ossidoreduttasi, che catalizza la seguente reazione:
L-arogenato + NAD(P)+ ⇄ L-tirosina + NAD(P)H + CO2